# Heringia nigricornis
Heringia nigricornis är en tvåvingeart som först beskrevs av Charles Howard Curran 1922.  Heringia nigricornis ingår i släktet gallblomflugor, och familjen blomflugor. Inga underarter finns listade i Catalogue of Life.